# Stanisław Gajewski

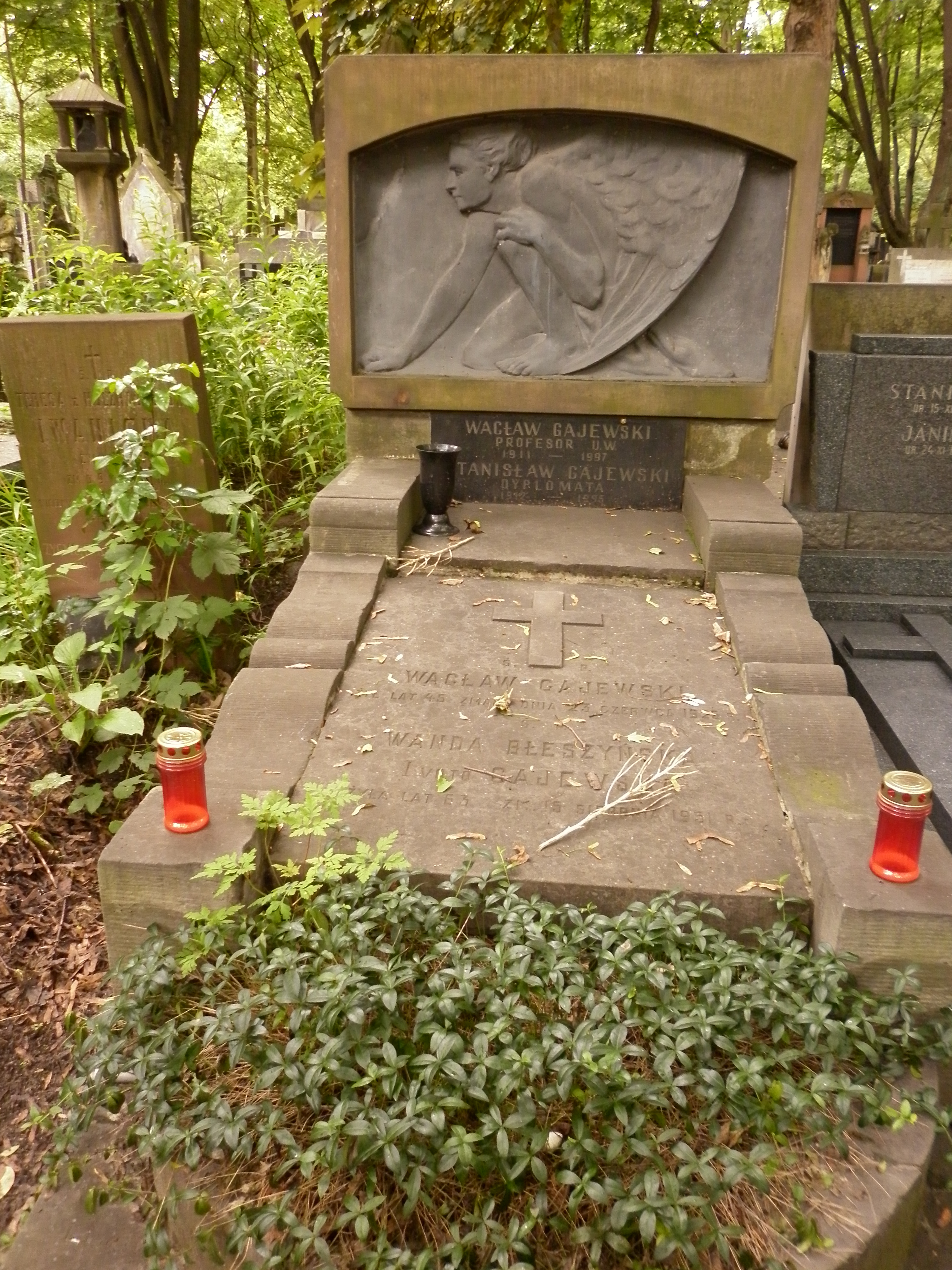
Grób Stanisława i Wacława Gajewskich na cmentarzu Powązkowskim

Stanisław Gajewski (ur. 18 października 1912 w Krakowie, zm. 29 kwietnia 1995 w Warszawie) – polski dyplomata, urzędnik państwowy, ambasador PRL we Francji (1954–1961).

## Życiorys
Urodził się w rodzinie Wacława i Wandy z domu Landau. Zmarły tragicznie w 1925 ojciec był z wykształcenia chemikiem i asystentem na Uniwersytecie Jagiellońskim oraz dyrektorem Syndykatu Hodowlanego, matka – absolwentka nauk przyrodniczych na Uniwersytecie w Lozannie – po śmierci ojca pracowała jako nauczycielka. Miał brata Wacława – profesora genetyki, członka PAN.
Od 1915 mieszkał w Warszawie. Uczęszczał do Gimnazjów: Ziemi Mazowieckiej oraz Państwowego im. Joachima Lelewela, gdzie zdał maturę. W latach 1930–1934 studiował prawo na Uniwersytecie Warszawskim. Odbył służbę wojskową, a następnie aplikację u mecenasa Władysława Winawera.
W czasie II wojny światowej pracował jako tłumacz w firmie papierniczej u wuja, po powstaniu warszawskim znalazł się w Częstochowie.
Po zakończeniu działań wojennych pracował w ministerstwie sprawiedliwości na zaproszenie Leona Chajna (1944–1945). W 1945 rozpoczął pracę dla MSZ, był m.in. kierownikiem Wydziału Konsularnego oraz attaché w Ambasadzie RP (PRL) w Czechosłowacji. Był szefem polskiej misji dyplomatycznej Międzynarodowej Komisji Krajów Neutralnych ds. repatriacji jeńców.
Od 1954 do 1961 pełnił misję jako ambasador nadzwyczajny i pełnomocny w Paryżu. Z powodu „skandalu obyczajowego” usunięty ze służby dyplomatycznej, pracował jako doradca Prezydium Sejmu ds. stosunków zagranicznych.
Nim przystąpił do PZPR, należał do Stronnictwa Demokratycznego. 23 sierpnia 1980 roku dołączył do apelu 64 uczonych, pisarzy i publicystów do władz komunistycznych o podjęcie dialogu ze strajkującymi robotnikami.
Początkowo żonaty z lekarką – absolwentką UW Janiną Milejkowską (ślub wzięli w listopadzie 1939), następnie był drugim mężem Zofii Chądzyńskiej. 
Pochowany na cmentarzu Powązkowskim w Warszawie (kwatera 224-1-9).

## Ordery i odznaczenia
- Złoty Krzyż Zasługi (19 lipca 1946)[7]
- Krzyż Wielkiego Oficera Orderu Legii Honorowej (Francja)[8]